# آنا میرز
آنا میرز (انگلیسی: Anna Meares؛ زادهٔ ۲۱ سپتامبر ۱۹۸۳) یک دوچرخه‌سوار اهل استرالیا است.
وی در مسابقات کشوری و بین‌المللی در مجموع برنده ۱۸ مدال طلا، ۱۲ مدال نقره، ۱۰ مدال برنز شده‌است.